# Brădeni
Brădeni (rumänisch veraltet Hendorf; deutsch Henndorf, siebenbürgisch-sächsisch Händerf, ungarisch Hégen) ist eine Gemeinde im Kreis Sibiu in der Region Siebenbürgen in Rumänien.

## Geographische Lage

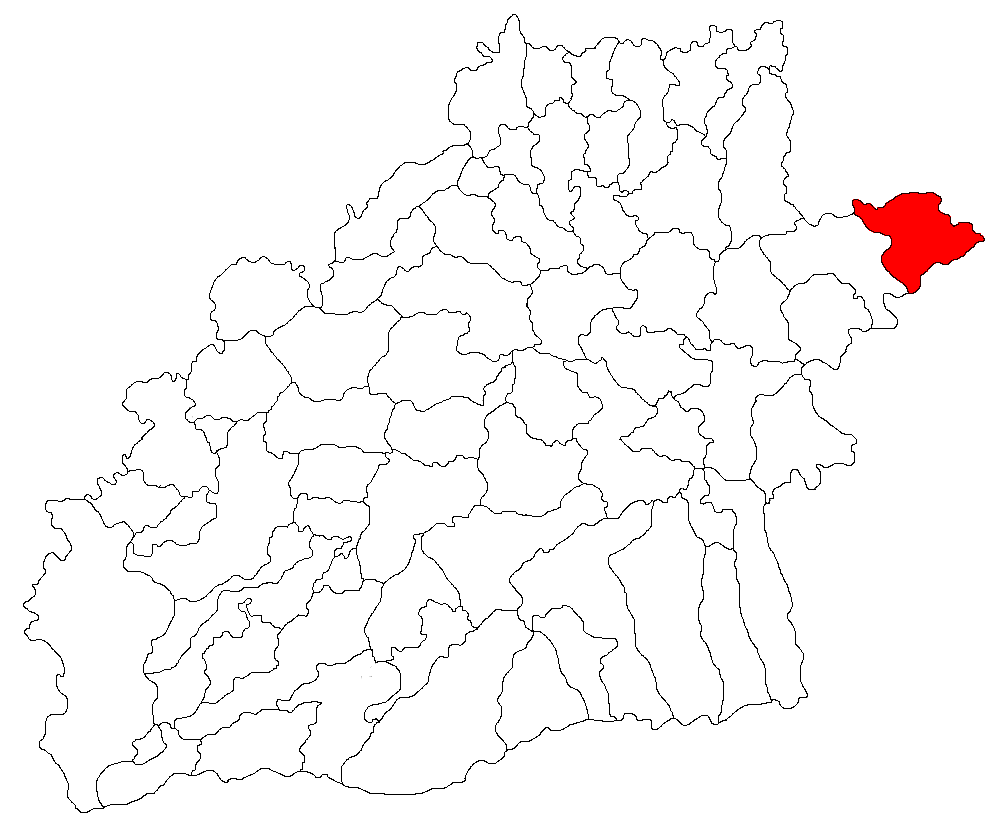
Lage der Gemeinde Brădeni im Kreis Sibiu

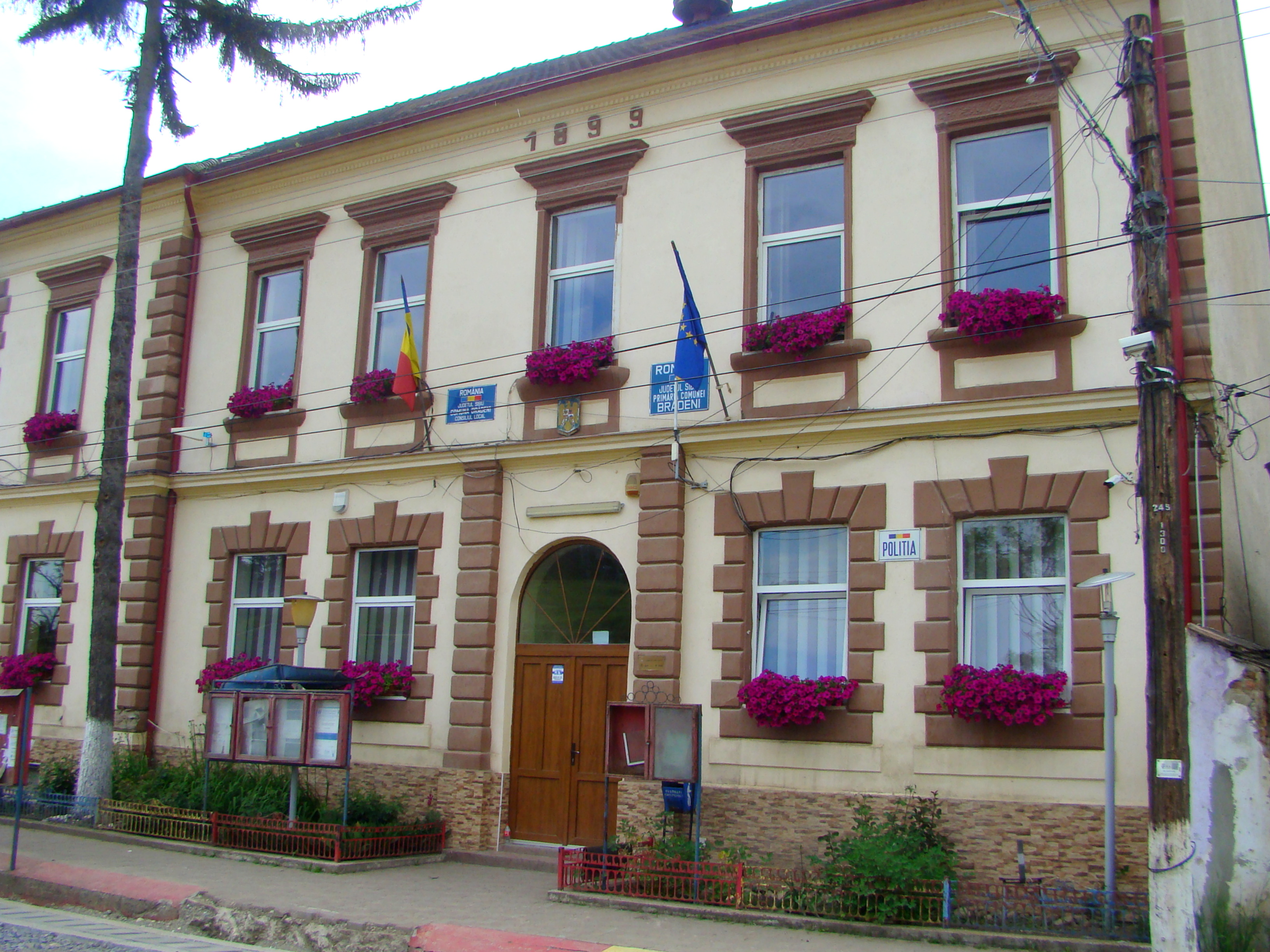
Rathaus in Brădeni

Das langgestreckte Straßendorf Brădeni liegt an der Nationalstraße 106 ca. 480 m hoch am oberen Lauf des Flusses Hârtibaciu (Harbach). Die benachbarten Städte Agnita (Agnetheln), Sighișoara (Schäßburg) und Făgăraș (Fogarasch) liegen jeweils etwa 20 Kilometer von Brădeni entfernt. Durch die Lage am Heerweg von Schäßburg nach Fogarasch war der Ort in Kriegszeiten immer wieder Brand- und Plünderungsgefahren ausgesetzt.

## Geschichte
Henndorf wurde erstmals 1297 als terra Heen erwähnt. Entstanden ist der Ort in der ersten Hälfte des 13. Jahrhunderts als Gründung deutscher Siedler, der sogenannten Siebenbürger Sachsen. Im Jahr 1300 begann man mit dem Bau einer steinernen Kirchenburg, deren Fertigstellung noch im 14. Jahrhundert erfolgte. 1350 erhielt die „Andreaskirche von Henndorff“ einen Ablass für ihre Ausstattung. Das zugrundeliegende Schriftstück ist die älteste erhaltene Urkunde mit der deutschen Form des Ortsnamens.
1426 wurde urkundlich erwähnt, dass Henndorf eine freie Gemeinde des siebenbürgisch-sächsischen Königsbodens ist, ein Jahr später (1427) wurde die Gemeinde zum Markt erhoben. Drei Brände in den Jahren 1503, 1539 und 1566 verursachten schwere Zerstörungen. Eine Erhebung aus dem Jahr 1920 zählte 1.020 Einwohner, von denen mit 539 etwa die Hälfte evangelisch war, was gleichzeitig etwa der Anzahl deutscher Bewohner entsprach. Heute leben nur noch sehr wenige Bürger sächsischer Abstammung im Ort.
Durch die Wusch, eine Schmalspurbahn, war der Ort von 1898 bis in die 1960er Jahre an das Schienennetz angebunden.
Im Jahr 1992 zählte man im eigentlichen Ort 751 Einwohner. 2002 wurden auf dem Gebiet der Gemeinde Brădeni 1741 Personen registriert. 1010 davon waren Rumänen, 416 waren Roma, 37 Magyaren und acht davon waren Deutsche.

## Wirtschaft
Die Henndorfer Handwerkerzunft war auch über die Landesgrenzen hinaus bekannt, vor allem das Tischlerhandwerk. Das bezeugen auch die schönen Kircheneinbauten und die gotischen Truhen auf dem Dachboden der Henndorfer Kirchenburg.

## Sehenswürdigkeiten
- Die Kirchenburg in Brădeni 1476 bis 1507 errichtet und 1769 umgebaut, steht unter Denkmalschutz.[5]

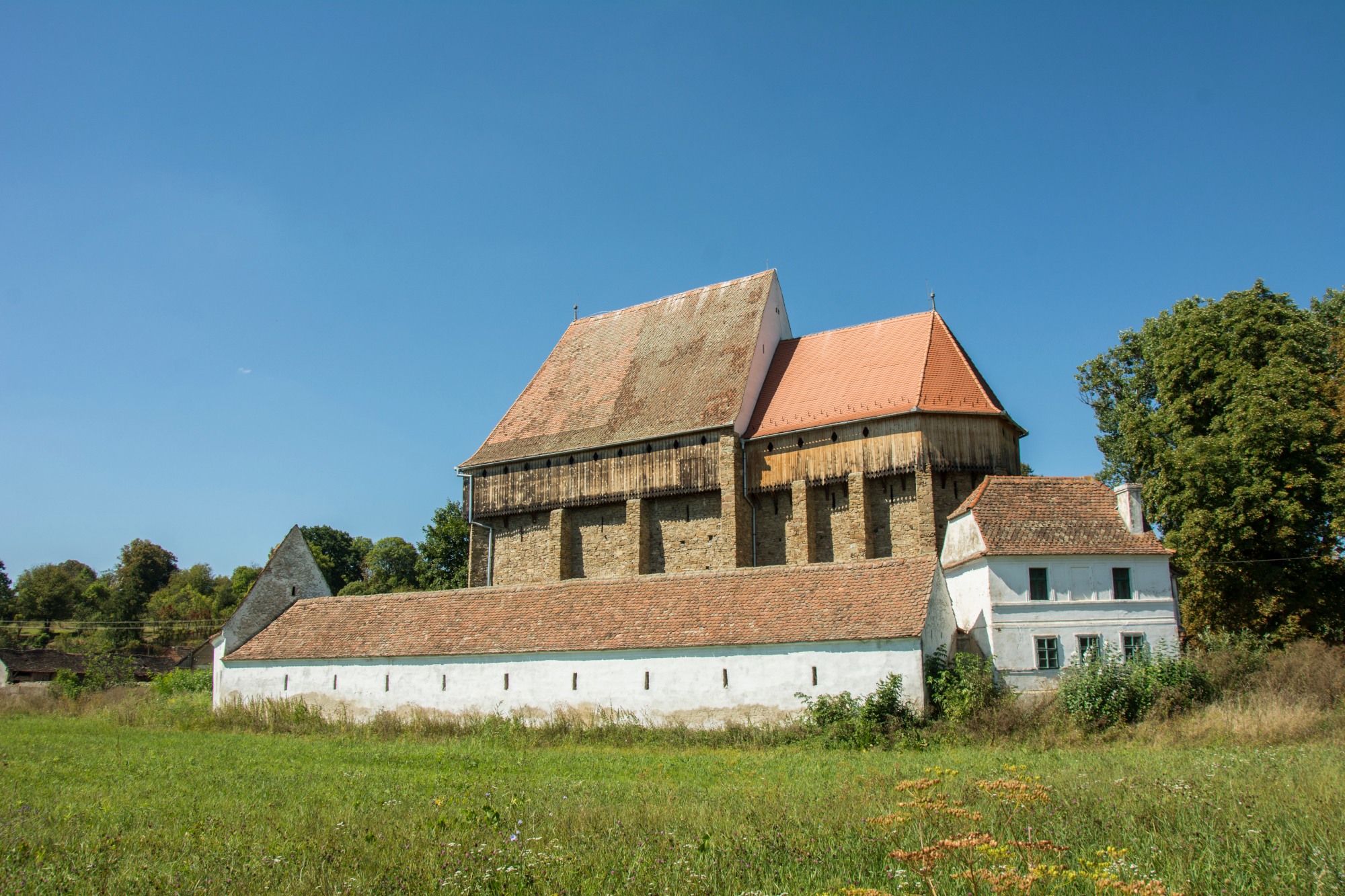
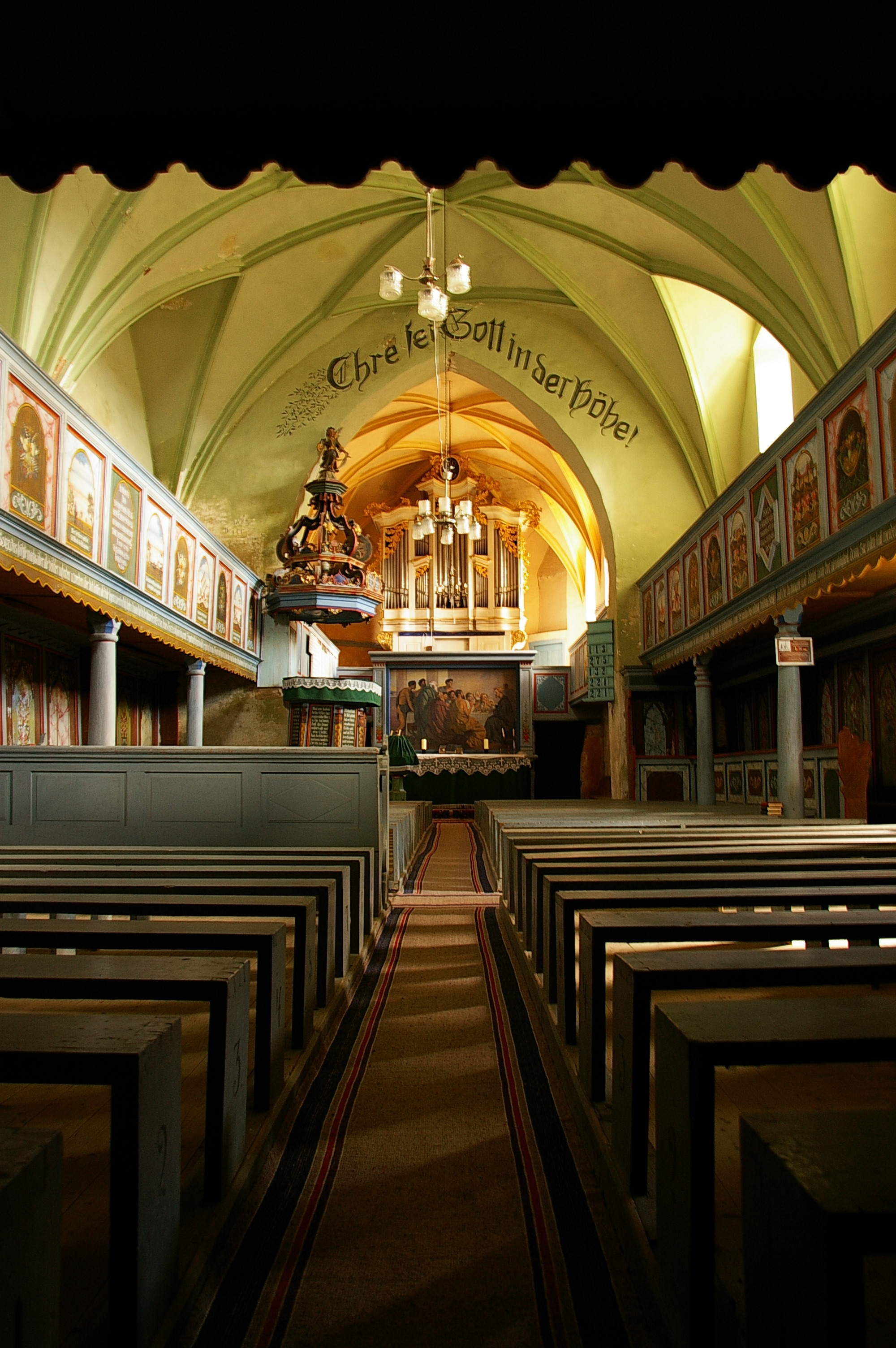